# Ephydra goedeni
Ephydra goedeni är en tvåvingeart som beskrevs av Wirth 1971. Ephydra goedeni ingår i släktet Ephydra och familjen vattenflugor. Inga underarter finns listade i Catalogue of Life.